# Moerastapaculo
De moerastapaculo (Scytalopus iraiensis) is een zangvogel uit de familie Rhinocryptidae (tapaculo's). Het is een bedreigde, endemische vogelsoort in Brazilië.

## Taxonomie
De vogel werd in 1997 verzameld in het zuiden van Brazilië in de deelstaat Paraná op 900 m boven zeeniveau aan de oever van de rivier de Iraí (vandaar iraiensis), een zijriver van de Iguaçu. De soort werd in 1998 uitgebreid beschreven door Bornschein et al.

## Kenmerken
De vogel is gemiddeld 10,5 cm lang. Het is een kleine, donker gekleurde tapaculo. Volwassen vogels zijn bijna zwart van boven en van onder donkergrijs, lichter grijs op de keel. Het oog is donker, de snavel en de poten zijn dof vleeskleurig. De vogel lijkt sterk op andere donker gekleurde soorten uit dit geslacht.

## Verspreiding en leefgebied
Deze soort is sinds de ontdekking aangetroffen op 20 plaatsen in de deelstaten Minas Gerais, Paraná en Rio Grande do Sul. Het leefgebied bestaat uit dichte, natuurlijke graslanden met grassoorten die 60 tot 180 cm lang zijn en liggen in de overstromingszone tussen rivieren en natuurlijk bos.

## Status
De moerastapaculo heeft een beperkt verspreidingsgebied en daardoor is de kans op uitsterven aanwezig. De grootte van de populatie werd in 2022 door BirdLife International geschat op 11.200 volwassen individuen en de populatie-aantallen nemen af door habitatverlies. Het leefgebied, vooral in de regio Curitiba, maar ook elders wordt aangetast door de bouw van dammen, aanleg van wegen, stadsuitbreiding en het omzetten van natuurlijke graslanden in gebied voor intensief agrarisch gebruik door middel van irrigatie. Om deze redenen staat deze soort als kwetsbaar op de Rode Lijst van de IUCN.